# Bartkowa-Posadowa
Bartkowa-Posadowa – wieś w Polsce położona w województwie małopolskim, w powiecie nowosądeckim, w gminie Gródek nad Dunajcem.
W 1595 roku wieś Posadowa położona w powiecie sądeckim województwa krakowskiego była własnością wojewody kijowskiego Konstantego Wasyla Ostrogskiego. W latach 1975–1998 miejscowość administracyjnie należała do województwa nowosądeckiego.
Wieś powstała w 2009 poprzez połączenie dotychczasowych dwóch wsi o nazwach Bartkowa i Posadowa.
Wieś znajduje się na Pogórzu Rożnowskim, u zbiegu drogi wojewódzkiej nr 975 i drogi powiatowej Bartkowa – Rożnów. Tu też krzyżują się szlaki turystyczne: niebieski, czerwony i żółty prowadzące przez Pogórze Rożnowskie.
Wieś leży nad Jeziorem Rożnowskim, przy Zatoce Bartkowskiej. Z tego powodu jest cenionym kurortem turystyczno-wypoczynkowym Związku Gmin Jeziora Rożnowskiego.
Oprócz walorów widokowych, istnieje tu możliwość uprawiania sportów wodnych oraz wędkarstwa.
Oprócz tego lokalni mieszkańcy oferują pokoje gościnne.
Dzięki położeniu przy drodze wojewódzkiej nr 975 wieś ma dogodne połączenia komunikacyjne z Tarnowem, Krakowem i Nowym Sączem.
Linia autobusowa do Nowego Sącza oprócz PKS Nowy Sącz jest obsługiwana dodatkowo przez prywatnych przewoźników.
W Bartkowej znajduje się przystań statku wycieczkowego okresowo pływającego po Jeziorze Rożnowskim i wypożyczalnie sprzętu pływającego.